# 許穆公
許穆公（？—前659年），姜姓，名新臣，為春秋諸侯國許國君主之一，在位期間為前697年─前659年。